# Франсис Макензи
Франсис Макензи (1833—1895) био је шкотски активиста и добротвор. Био је члан Назарећанског братства из Плимута. Радећи за Британско библијско друштво, дошао је у Београд 1876. године како би подстакао и ширио религиозност у српском народу, и ту остао све до смрти 1895. године.

## Биографија
Пре доласка у Србију, бавио се пољопривредом и хуманитарним радом. За време Српско-турских ратова (1876—1878) путовао је по истоку, и на позив Чедомиља Мијатовића, са којим се знао још из Лондона, стигао је у Београд. Макензи је био службеник британске амбасаде и предузетник, истакнута личност у београдском друштву и пријатељ многих српских политичара, укључујући и Чедомиља Мијатовића министра спољних послова Србије.
Макензи је постао веома богат и утицајан, и исправно предвидео да ће се граница града Београда ширити на исток. Године 1879, он је купио велики комад пољопривредног и мочварног земљишта под називом „Симићев мајур” на простору данашњег трга Славије и одредио му судбину. Иако је првобитно планирао да се посвети пољопривредним радовима, Макензи је од тога одустао и испарцелисао земљиште, изделио и просекао праволинијским сокацима, а плацеве је продавао веома повољно, па и на кредит. На откупљеним плацевима ницале су приземне и двоспратне куће, као и два јавна објекта на тргу Славија, Сала мира и хотел Славија. Део имања је Макензи поклонио београдској општини за јавне објекте како би цео крај добио на значају. Тако је настало једно ново насеље, које се простирало између данашње Његошеве улице, Славије и Светосавског платоа, а које је народ назвао Енглезовац по његовом творцу (иако је Макензи био Шкот).

## Заслуге
Чедомиљ Мијатовић каже за Макензија да је био „најљубазнији, најпобожнији, најисправнији и најмилосрднији међу људима.” Потрошио је хиљаде фунти подржавајући удовице и сирочад палих српских војника. На његовом имању изграђена је најпре омања црква Светог Саве, а потом и данашњи храм Светог Саве. Његово име, као и имена његових наследника уписана су у листу великих добротвора, одмах после чланова краљевске породице и високих црквених достојанственика. Улица на Врачару носи његово име (Макензијева).